# Teișoru
Teișoru – wieś w Rumunii, w okręgu Vaslui, w gminie Pușcași. W 2011 roku liczyła 514 mieszkańców.